# Twistetalsperre
Die Twistetalsperre ist eine Talsperre im nordhessischen Landkreis Waldeck-Frankenberg. Zwischen Korbach und Warburg (NRW) staut sie bei Wetterburg mit einem Staudamm die Twiste zum Twistesee. Grund für die Errichtung der Stauanlage war die Heinrichsflut vom 16./17. Juli 1965, die im Einzugsgebiet von Twiste und Diemel zu schweren Schäden und Zerstörungen geführt hatte. Mit ihrem Hochwasserschutzraum dient sie dem Schutz der Unterlieger und der Gewässerregulierung im Unterlauf der Twiste. Betreiber der Talsperre ist der Hessische Wasserverband Diemel mit Sitz in Liebenau, nordwestlich von Kassel.

## Geographische Lage
Der Talsperre liegt am Nordende des Langen Waldes zwischen dem 3,3 km westlich befindlichen Kernort der Stadt Bad Arolsen, dem 5 km nordöstlich gelegenen Kernort der Stadt Volkmarsen und dem 9,5 km südöstlich liegenden Kernort der Stadt Wolfhagen. Der Einlauf der Twiste in den Stausee befindet sich 1,3 km nordnordöstlich von Braunsen und der Staudamm liegt am einzigen Uferort Wetterburg; beide sind Bad Arolsener Ortsteile. Der Stausee erstreckt sich komplett im Stadtgebiet von Bad Arolsen; 1,3 km östlich des Staudamms liegt der Ortsteil Neu-Berich.

## Baugeschichte
Bereits in den 1920er Jahren gab es erste Überlegungen zum Bau eines Stausees im Twistetal, die aber wegen technischer Probleme verworfen wurden. Das Projekt bekam Aktualität durch das verheerende Hochwasser der Heinrichsflut vom 16./17. Juli 1965, die im Einzugsgebiet von Twiste und Diemel schwere Schäden und Zerstörungen auslöste. Dies führte 1969 zur Gründung des Hessischen Wasserverbands Diemel, der als Lösung der Probleme drei Hochwasserrückhaltebecken vorsah. Aus finanziellen Gründen wurde nur das große Becken bei Wetterburg an der Twiste ausgeführt. Bis 1981 entstand für Baukosten in Höhe von 38 Millionen DM die Twistetalsperre. Zusätzliche fünf Millionen DM kamen mit Unterstützung der hessischen Landesregierung von der Stadt Arolsen für die Schaffung zahlreicher Nebenanlagen am See.
Nachdem im Herbst 1971 die Vorarbeiten für den Talsperrenbau begonnen hatten, erfolgte am 4. Mai 1973 durch den hessischen Landwirtschaftsminister Werner Best der 1. Spatenstich. Während der Bauarbeiten zeigte sich der Untergrund unter dem projektierten Damm und der Buntsandstein an der Wetterburger Talflanke als porös. In einem aufwändigen Verfahren mit Zementschlämmen mussten Abdichtungen erfolgen, die die Fertigstellung bis zum Winterhalbjahr 1978/1979 verzögerten und die Baukosten erheblich steigerten. Während dieser Zeit konnte 1977 der Probestau begonnen werden. Jedoch musste das gestaute Wasser im Winter 1980/1981 komplett abgelassen werden, um weitere Uferbefestigungen vorzunehmen und kleinere Undichtigkeiten zu beseitigen. Mit dem erneuten Anstau im Frühjahr 1981 endete der Probestau, sodass am 26. September 1981 im Beisein des hessischen Ministerpräsidenten Holger Börner die Einweihung der Twistetalsperre stattfinden konnte.
Dem Talsperrenbau fielen das Gut Lefringhausen (auch Lefringshausen genannt), das an der Westseite des heutigen Damms der B 450 stand, und die Campagnemühle zum Opfer. Der Stausee gehört zu den saubersten in Deutschland, weil alle Abwässer aus dem oberhalb des Stillgewässers liegenden Gebiet gesammelt und an ihm vorbei geleitet werden.

## Daten zur Talsperre
Der Staudamm ist ein über der Talsohle 22 m hoher Steinschüttdamm aus Buntsandstein mit einer Kerndichtung aus Rotton. Mit einer Kronenbreite von sechs Metern und der Kronenlänge von 280 m beträgt sein Bauvolumen rund 400.000 m³. Auf der Wasserseite ist der Damm mit Steinen gegen Wellenschlag befestigt und davor vermindert ein Dichtungsteppich die hydraulische Belastung von Damm und Untergrund.
Der Stausee ist etwa 2,75 km lang, maximal rund 300 Meter breit und weist vor dem Damm eine Wassertiefe von 14 Meter auf. Bei Vollstau im Sommer beträgt das Stauziel 209,5 m ü. NHN, wodurch eine Wasserfläche von 76 ha (0,76 km²) entsteht. Als maximales Stauraumvolumen ergeben sich daraus 10,1 Mio. m³. Im Winterhalbjahr mit Stauziel 207,5 m ü. NHN wird ein Hochwasserschutzraum von rund zwei Mio. m³ frei gehalten.
Zur Hochwasserabfuhr steht vor dem Damm ein etwa 20 m hoher Hochwasserentlastungsturm mit einem Überlauftrichter aus Stahlbeton. Ein 96 m langer Kanal mit vier Meter Durchmesser führt unter dem Damm zur Luftseite, so dass überlaufendes Wasser in die Twiste abfließen kann. Auf diesem Turm hat man das Restaurant Café im See errichtet. Mit einer in den Damm integrierten Kleinwasserkraftanlage mit 70 kW Leistung wird Strom erzeugt.
Am südlichen Ende ist ein zweiter Damm als Vorsperre angelegt worden. In dieses Vorbecken mündet die Twiste und kann darin mitgeführtes Geröll, Treibgut und Verschmutzungen und dergleichen vom Hauptstaubecken fernhalten. Ihr etwa 14 ha großes und geschätzt etwa 500 m langes Becken wurde 1974 erstmals aufgestaut. Über den 10 m hohen Vorbeckendamm führt die Bundesstraße 450. Unter einer in diesem Damm befindlichen Straßenbrücke fließt das Twistewasser aus dem Vorbecken über ein kleines Betonwehr in das Hauptbecken.
Das Vorbecken ist als rund 28 ha großes Naturschutzgebiet Vorsperre – Twistetalsperre (NSG-Nr. 82824; 1976 gegründet) und als 25 ha großes Vogelschutzgebiet Vorsperre – Twistetalsperre (VSG-Nr. 4620-401) ausgewiesen; daher wird darin im Sommer und Winter der gleiche Vorstau gehalten.

## Touristisches
Der Twistestausee ist aufgrund seiner vielen Freizeitangebote beliebtes Naherholungsgebiet. Um seinen Hauptteil führt ein 7 km langer Fußgänger- und Radwanderweg, der abschnittsweise asphaltiert bzw. geschottert ist; zahlreiche Wege laden in den Wäldern zum Wandern und Joggen ein. Wasserskisportlern steht eine im Stausee installierte Wasserskianlage zur Verfügung. Das Stillgewässer darf mit Schlauch-, Paddel- und Tretbooten sowie Segelbooten bis 14 m² Segelfläche befahren werden. Fahrzeuge mit Verbrennungsmotor sind nicht zulässig. Am Ufer wurden Sandstrände angelegt. Auf den westlich des Stausees befindlichen Berghängen gibt es einen Neun-Loch-Golf- und einen Minigolfplatz. Dort liegt auch der Ferienpark Twistesee (auch Feriendorf Wiggenberg genannt), in dem zum Beispiel Nurdachhäuser auch zu Seminarzwecken angemietet werden können. Am Ostufer gibt es eine große Liegewiese, eine FKK-Wiese und eine abgesperrte Fläche für Schiffsmodelle.

## Sehenswertes
Zu den Sehenswürdigkeiten in der Umgebung der Twistetalsperre gehören:
- Bad Arolsen
- Neu-Berich, „Ersatzdorf“ für das im Edersee untergegangene Dorf Berich
- Landau, etwas südöstlich des Stausees gelegen, verfügt über eine denkmalgeschützte historische Altstadt, ein Schloss, eine historische Stadtkirche und die Landauer Wasserkunst.
- Nahe Volkhardinghausens, unweit südlich des Stausees gelegen, steht die Franzoseneiche.

## Bilder-Galerie

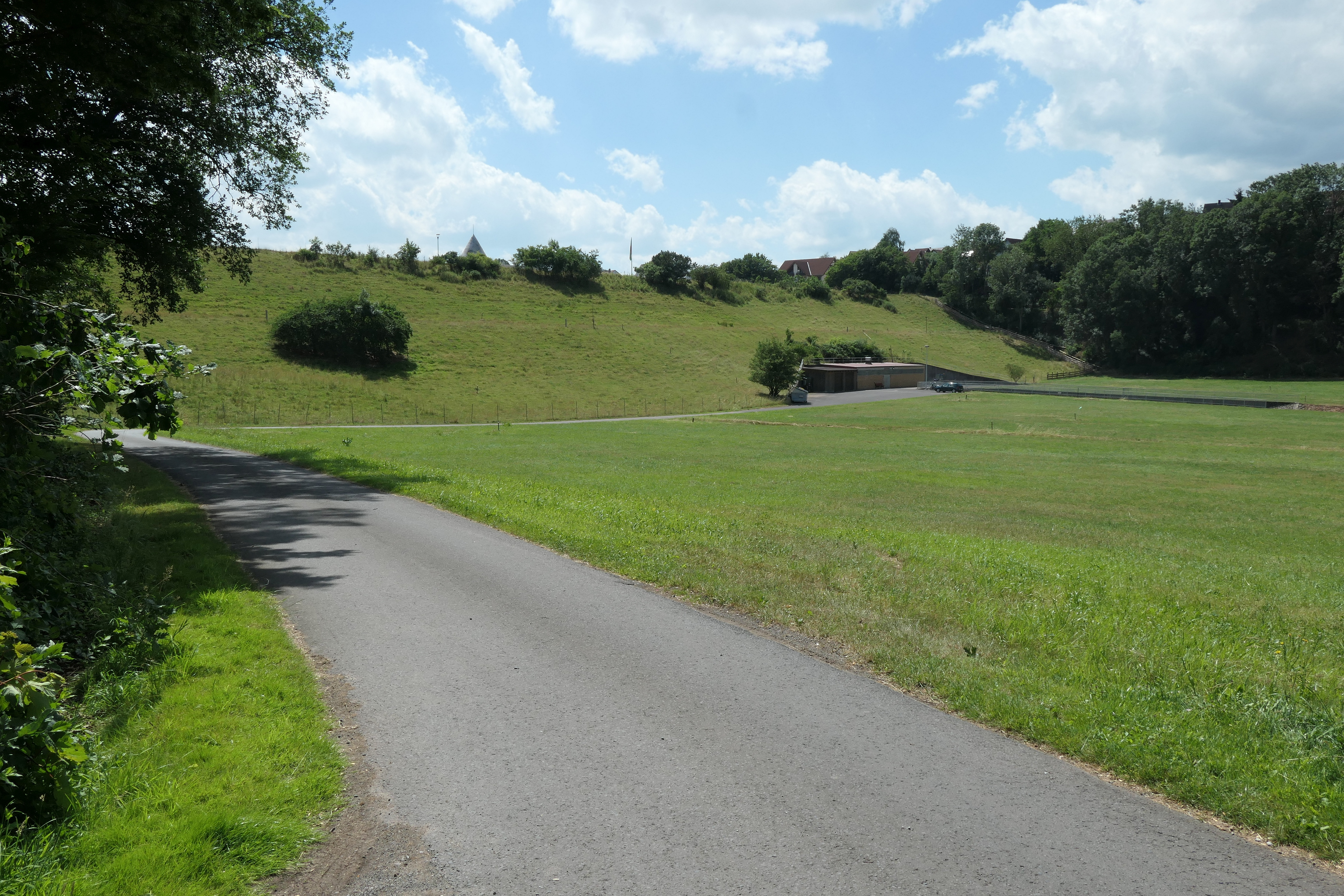
Staudamm Twistetalsperre
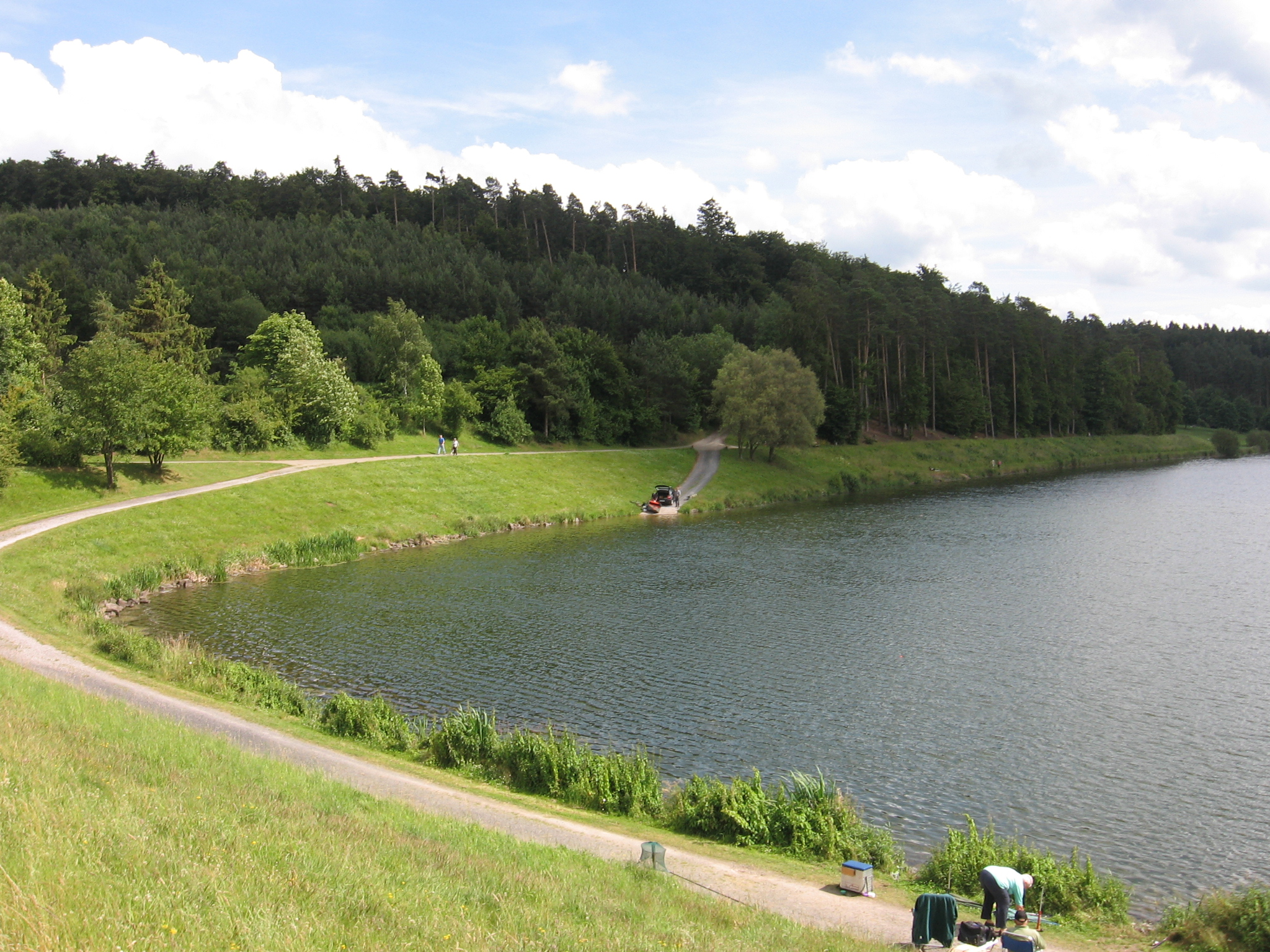
Ostufer am Twistedamm
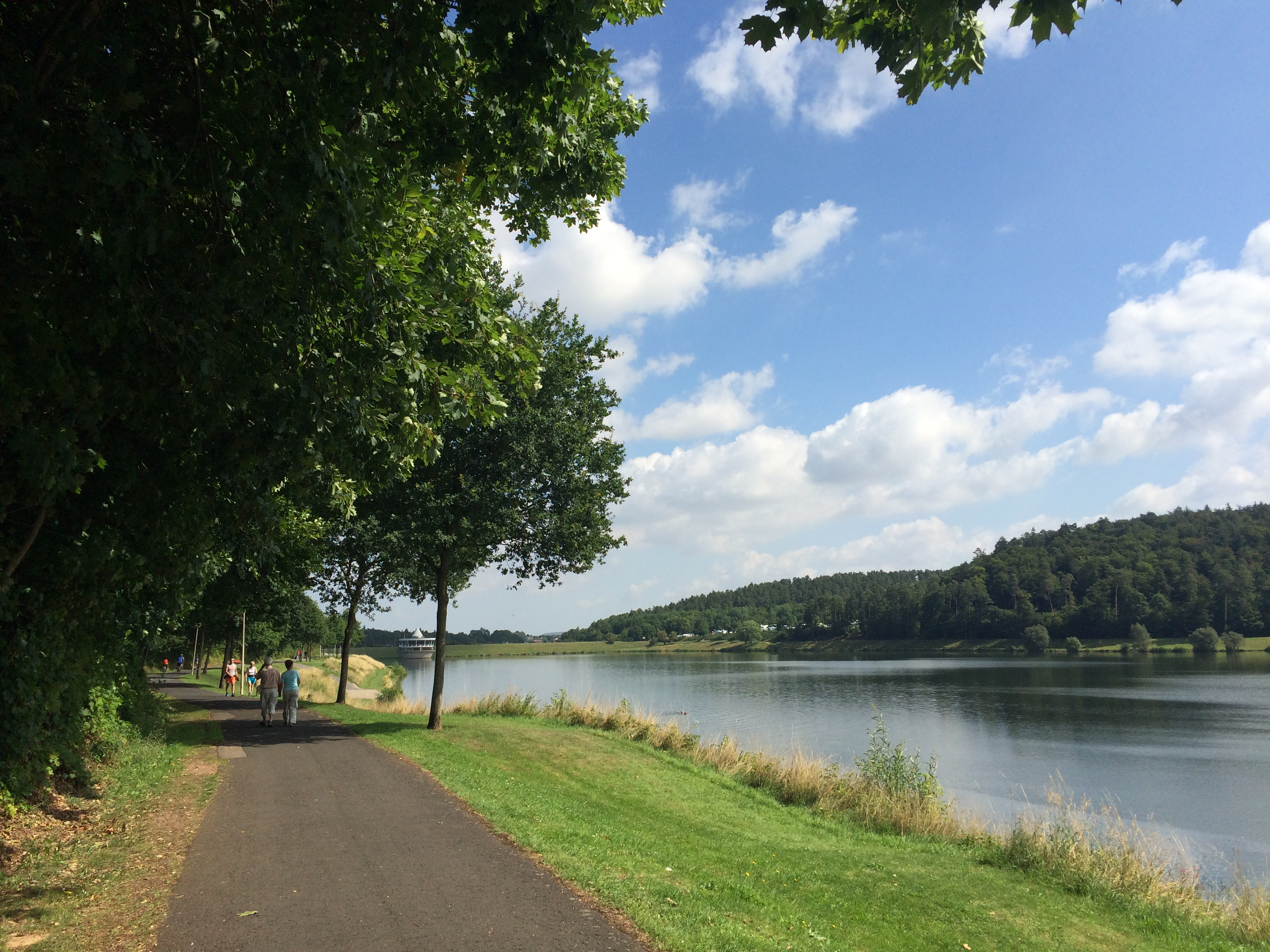
Westlicher Randweg
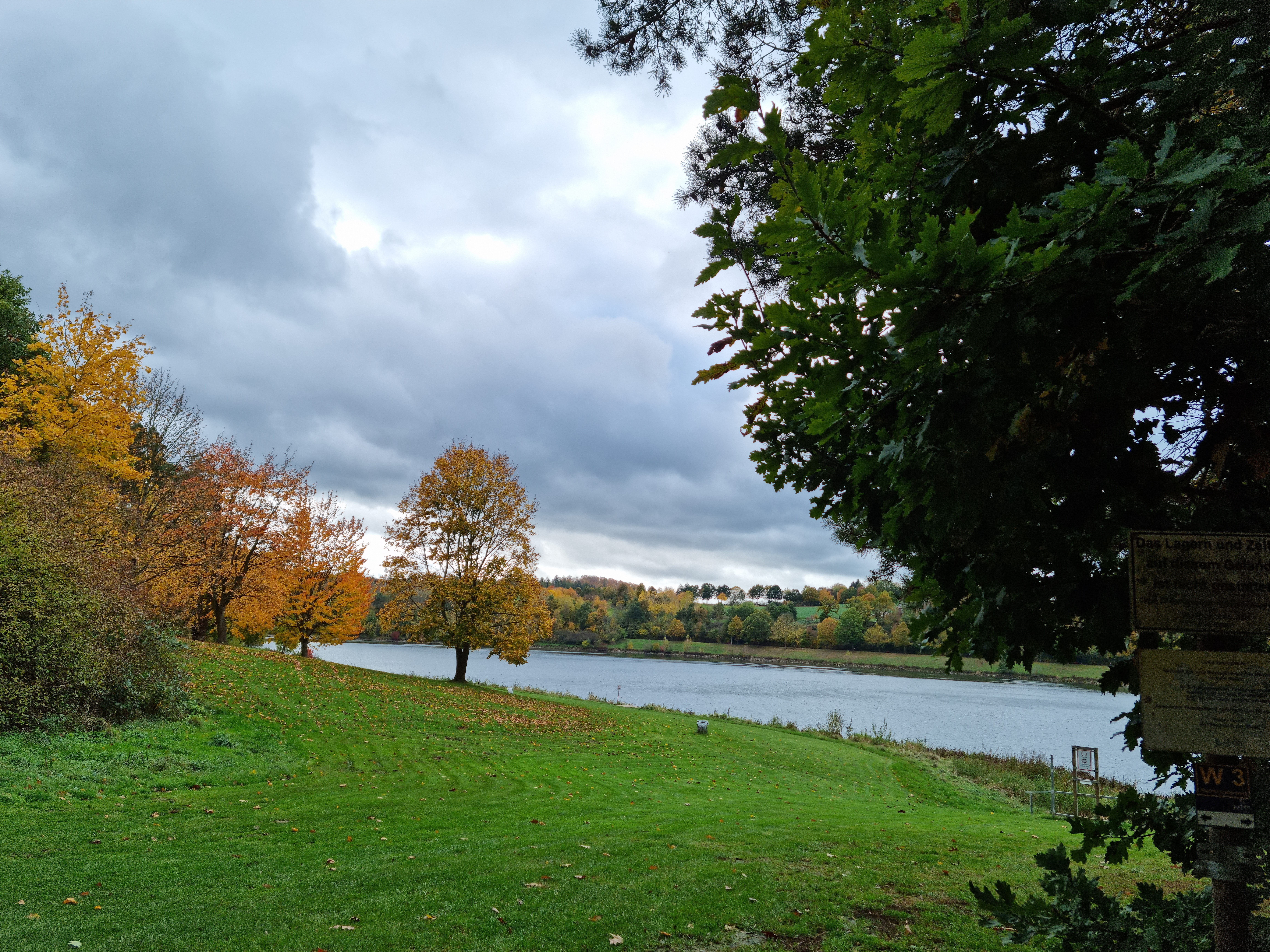
Ostufer am Twistestausee
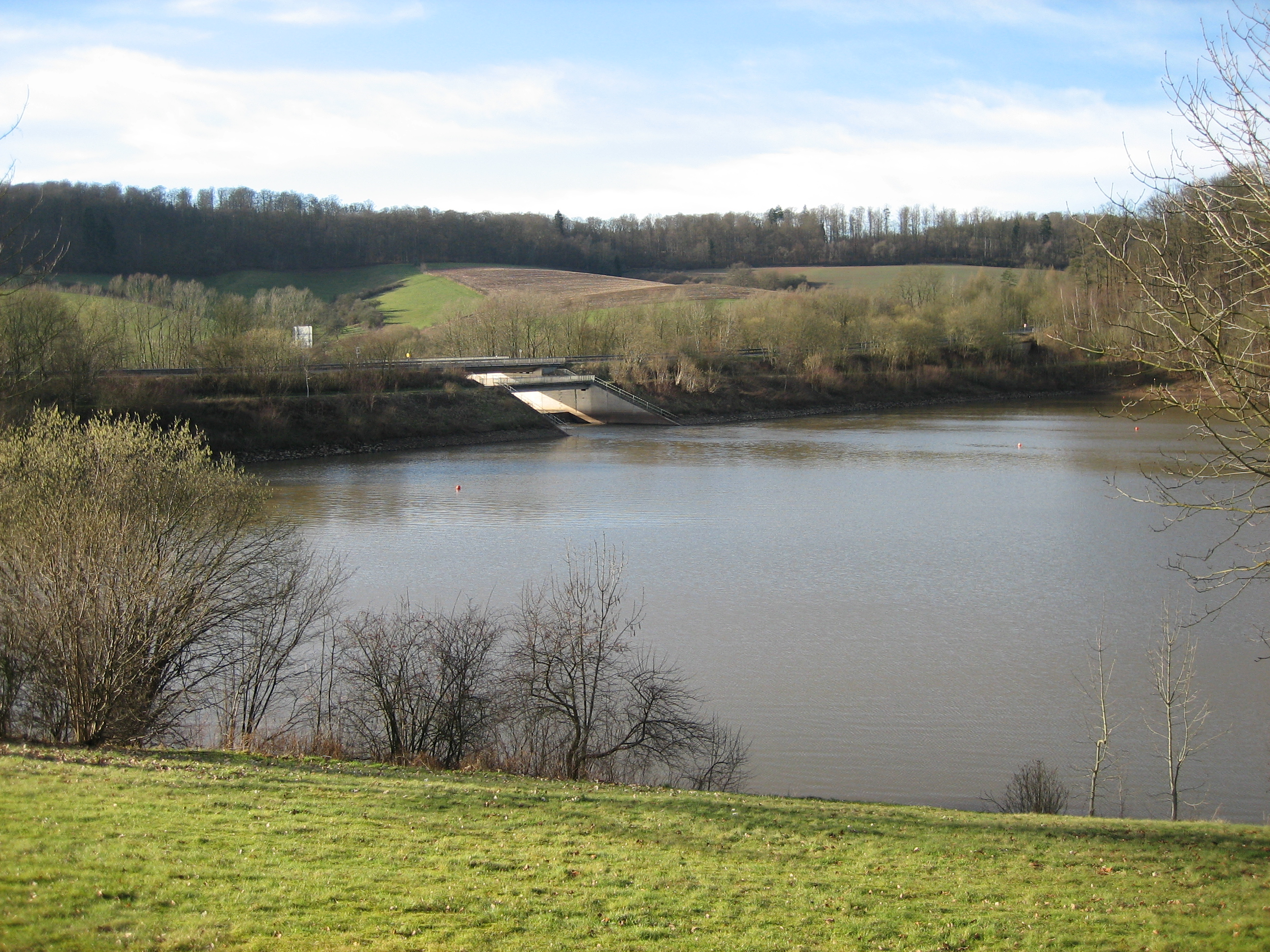
Südlicher Einlauf der Twiste aus dem Vorbecken